# Estadio de El Almarjal
El Almarjal fue un estadio situado en la ciudad española de Cartagena –Región de Murcia, España–, en el que disputó sus partidos entre 1925 y 1987 el Cartagena Fútbol Club. Se encontraba situado en el Ensanche, en el Paseo de Alfonso XIII. Fue derribado a finales de la década de 1980 y en el mismo lugar se encuentra emplazado actualmente una gran superficie comercial.

## Historia

### Contexto espacial
El Almarjal ha pasado de ser una laguna que ocupaba 202 hectáreas, una superficie similar a más de 200 campos de fútbol y una profundidad máxima de cuatro metros, a una zona completamente urbanizada de la ciudad de Cartagena con 9072 edificios. Una recopilación de planos antiguos, unida a técnicas cartográficas, ha permitido analizar la evolución topográfica entre el siglo III a. C. y el siglo XXI.
El Almarjal se rellenó, sobre todo, de tierras procedentes de la excavación del monte de la Concepción para la apertura de la calle Gisbert y con los escombros de la guerra civil española. Incluso, un bando municipal de la década de 1950 obligaba a los cartageneros a trasladar todos los elementos de derribo hasta El Almarjal para rellenar la zona. La zona, como depresión hidrológica natural, ha sido un lugar proclive a las inundaciones y ahora es uno de los espacios urbanos más habitados de Cartagena.

### El estadio

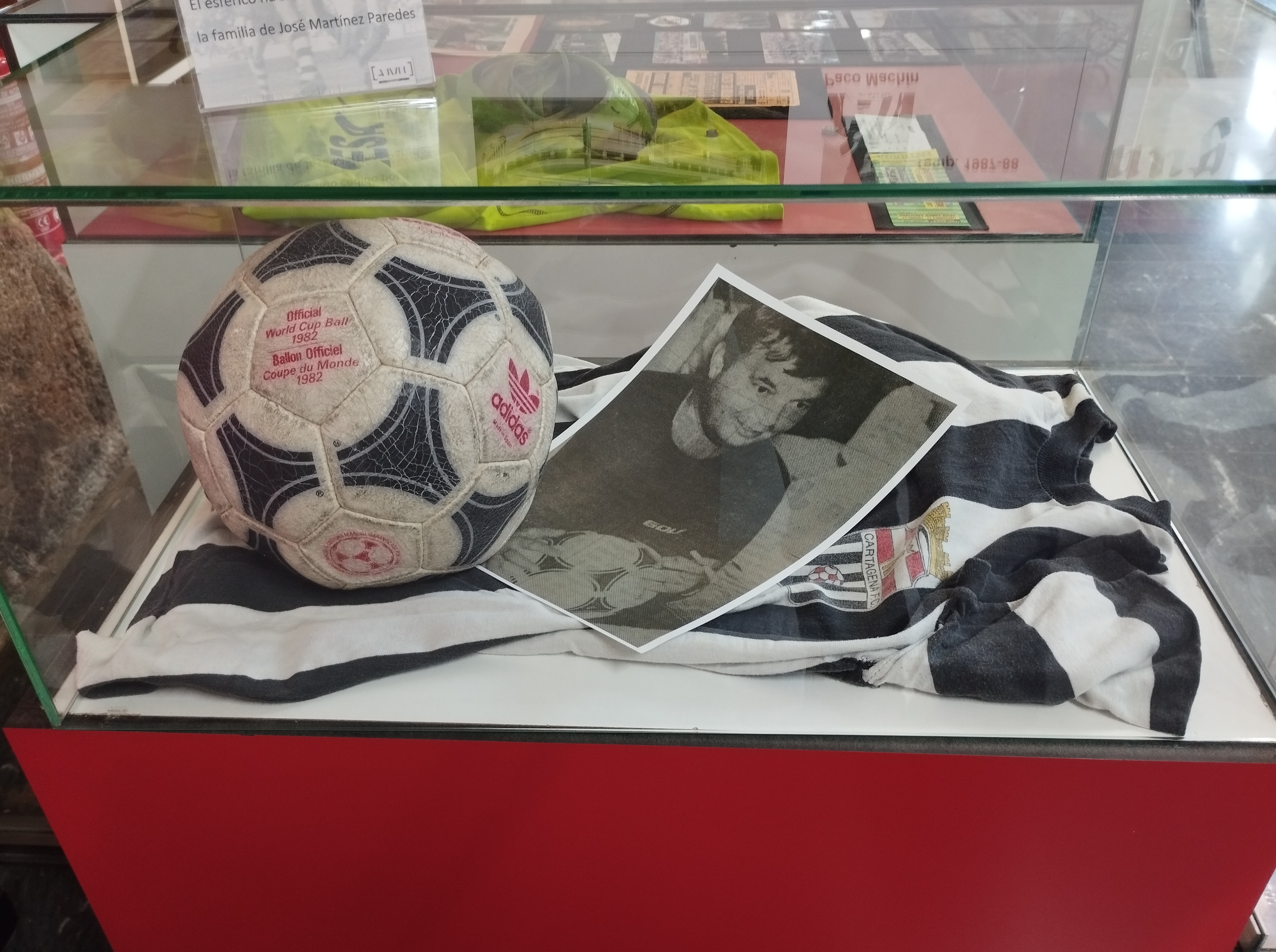
El balón Adidas Tango España utilizado en el último partido disputado en El Almarjal en 1987 junto a una camiseta del Cartagena FC de aquella misma temporada, en una vitrina de la exposición Historia del fútbol en Cartagena (2025).

La historia de la construcción del nuevo «Stadium» –nombre por el que se conoció en un principio el campo– fue muy breve pero intensa, ya que desde junio hasta septiembre de 1925, fecha de su inauguración, se produjeron unas serie de circunstancias que produjeron que se levantara una enorme expectación durante su construcción.
Su inauguración fue el 19 de septiembre de 1925, con un encuentro que enfrentó al Cartagena y al Valencia CF. El partido fue presenciado por miles de espectadores procedentes de muchos lugares de la comarca, y finalizó con victoria del equipo visitante por 1-4. El primer tanto de la historia de este campo fue conseguido por el cartagenerista Ramón.
Su capacidad era aproximadamente para 12 000 personas. La medida del terreno de juego era de 110 metros por 74 metros de ancho. El terreno de juego estaba circundado por una faja de terreno de 6 metros de ancho, limitada por una valla, de separación con el público. Cuatro cuerpos de gradas formaban el conjunto. La instalación sufrió continuas inundaciones, y tras haber dado servicio a la ciudad durante más de cincuenta años, fue derribada a finales de la década de 1980 y sus funciones pasaron al moderno estadio Cartagonova.